# Barbus perince
 Barbus perince és una espècie de peix cipriniforme de la família dels ciprínids.

## Morfologia
Els mascles poden assolir els 8,9 cm de longitud total.

## Distribució geogràfica
Es troba al riu Nil, a la conca del riu Níger i als llacs Txad, Albert i Edward.